# Seven de Dubái 2008
El Seven de Dubái de 2008 fue la novena edición del torneo de rugby 7 y el primer torneo de la temporada 2008-09 de la Serie Mundial Masculina de Rugby 7.
Se disputó en el The Sevens Stadium.

## Fase de grupos

### Grupo A
| Equipo        | Encuentros | Encuentros | Encuentros | Encuentros | Tantos  | Tantos    | Tantos     | Puntos |
| Equipo        | jugados    | ganados    | empatados  | perdidos   | a favor | en contra | diferencia | Puntos |
| ------------- | ---------- | ---------- | ---------- | ---------- | ------- | --------- | ---------- | ------ |
| Nueva Zelanda | 3          | 3          | 0          | 0          | 104     | 21        | +83        | 9      |
| Australia     | 3          | 2          | 0          | 1          | 50      | 62        | -12        | 7      |
| Gales         | 3          | 1          | 0          | 2          | 50      | 62        | -12        | 5      |
| Zimbabue      | 3          | 0          | 0          | 3          | 31      | 90        | -59        | 3      |

Nota: Se otorgan 3 puntos al equipo que gane un partido, 2 al que empate y 1 al que pierda

### Grupo B
| Equipo        | Encuentros | Encuentros | Encuentros | Encuentros | Tantos  | Tantos    | Tantos     | Puntos |
| Equipo        | jugados    | ganados    | empatados  | perdidos   | a favor | en contra | diferencia | Puntos |
| ------------- | ---------- | ---------- | ---------- | ---------- | ------- | --------- | ---------- | ------ |
| Sudáfrica     | 3          | 3          | 0          | 0          | 95      | 10        | +85        | 9      |
| Kenia         | 3          | 2          | 0          | 1          | 66      | 38        | +28        | 7      |
| Escocia       | 3          | 1          | 0          | 2          | 29      | 83        | -54        | 5      |
| Golfo Pérsico | 3          | 0          | 0          | 3          | 21      | 80        | -59        | 3      |

### Grupo C
| Equipo    | Encuentros | Encuentros | Encuentros | Encuentros | Tantos  | Tantos    | Tantos     | Puntos |
| Equipo    | jugados    | ganados    | empatados  | perdidos   | a favor | en contra | diferencia | Puntos |
| --------- | ---------- | ---------- | ---------- | ---------- | ------- | --------- | ---------- | ------ |
| Samoa     | 3          | 3          | 0          | 0          | 71      | 26        | +45        | 9      |
| Argentina | 3          | 2          | 0          | 1          | 52      | 33        | +19        | 7      |
| Francia   | 3          | 1          | 0          | 2          | 35      | 53        | -17        | 5      |
| Georgia   | 3          | 0          | 0          | 3          | 26      | 73        | -47        | 3      |

### Grupo D
| Equipo         | Encuentros | Encuentros | Encuentros | Encuentros | Tantos  | Tantos    | Tantos     | Puntos |
| Equipo         | jugados    | ganados    | empatados  | perdidos   | a favor | en contra | diferencia | Puntos |
| -------------- | ---------- | ---------- | ---------- | ---------- | ------- | --------- | ---------- | ------ |
| Inglaterra     | 3          | 3          | 0          | 0          | 83      | 22        | +61        | 9      |
| Fiyi           | 3          | 2          | 0          | 1          | 64      | 40        | +24        | 7      |
| Portugal       | 3          | 1          | 0          | 2          | 29      | 55        | -26        | 5      |
| Estados Unidos | 3          | 0          | 0          | 3          | 34      | 93        | -59        | 3      |

## Fase Final

### Cuartos de final
| 29 de noviembre | Sudáfrica | 19 - 0 | Australia |  |  |

| 29 de noviembre | Fiyi | 12 - 7 | Samoa |  |  |

| 29 de noviembre | Inglaterra | 15 - 5 | Argentina |  |  |

| 29 de noviembre | Nueva Zelanda | 21 - 17 | Kenia |  |  |

### Semifinal
| 29 de noviembre | Sudáfrica | 10 - 7 | Fiyi |  |  |

| 29 de noviembre | Inglaterra | 21 - 19 | Nueva Zelanda |  |  |

### Final
| 29 de noviembre | Sudáfrica | 19 - 12 | Inglaterra |  |  |

| Bandera de Sudáfrica   |
| Campeón Sudáfrica      |
| 1º título del circuito |